# Strehovci
Strehovci (węg. Őrszentvid) – wieś w gminie Dobrovnik.

## Historia
Pierwsze wzmianki o wsi były już w 1379 a wieś występowała wtedy pod nazwą Streleclaca i przybywali w niej strzelcy pełniący funkcję straży granicznej.

## Gospodarka
Większość mieszkańców zatrudnia się przy uprawie winogron i przy produkcji wina jednak coraz więcej ludzi wyjeżdża do większych miast w poszukiwaniu lepiej płatnej pracy.
W piwnicy Stowarzyszenia winiarzy został posadzony potomek jednej z najstarszych winorośli na świecie Aksamitną czerń Wielkiego Postu w Mariborze.